# 부여 홍산객사 은행나무
부여 홍산객사 은행나무(扶餘 鴻山客舍 銀杏나무)는 대한민국 충청남도 부여군 홍산면 홍산객사 내에 있는 은행나무이다.
2006년 12월 29일 부여군의 향토문화유산 제83호로 지정되었다가, 2019년 12월 2일 충청남도의 기념물 제194호 부여 홍산객사 은행나무로 승격되었다.

## 개요
부여군 보호수 제37호로 관리되고 있는 자연문화재로서 홍산객사의 건립년대와 같은 수령이 700년 정도이며 수관은 전체적으로 원형을 이루며 현재도 꾸준히 성장하고 있어 그 가치성이 높다.

## 기념물 지정사유
부여 홍산객사 은행나무는 충청남도 유형문화재 제97호 「홍산객사」 우측에 있는 은행나무로 대부분은 암나무의 수령이 오래된 것이 많은데 홍산객사 은행나무는 약 750년 된 수나무로서 생물학적 보존가치가 높다.
더불어 홍산객사의 건립시기를 고려시대로 추정해 볼 수 있을 뿐 만 아니라 홍산객사 및 주변 마을의 역사와 문화적 사실을 증명하는 살아있는 나무로 역사적, 문화적, 경관적 가치가 높아 충청남도 문화재로 보존 ․ 관리하고자 지정 고시한다.

## 같이 보기
- 홍산객사 - 충청남도 유형문화재 제97호

## 참고 문헌
- 홍산객사 은행나무 - 부여군향토문화유산
- 부여 홍산객사 은행나무 - 국가유산청 국가유산포털